# Villeda Morales
Villeda Morales is een gemeente (gemeentecode 0906) in het departement Gracias a Dios (La Mosquitia) in Honduras. De gemeente grenst aan de Caraïbische Zee en aan Nicaragua. De Kaap Gracias a Dios ligt deels in deze gemeente.
De gemeente is genoemd naar de vroegere president van Honduras Ramón Villeda Morales. De hoofdplaats is Raya. Andere dorpen zijn Iralaya en Usibila.

## Bevolking
De bevolking is als volgt verdeeld:
| Vrouwen | 5321 | 51,4% |
| Mannen  | 5027 | 48,6% |

## Dorpen
De gemeente bestaat uit dertien dorpen (aldea), waarvan de grootste qua inwoneraantal: Raya (code 090601) en Iralaya (of: Ilaya) (090603).